# Universität Évora

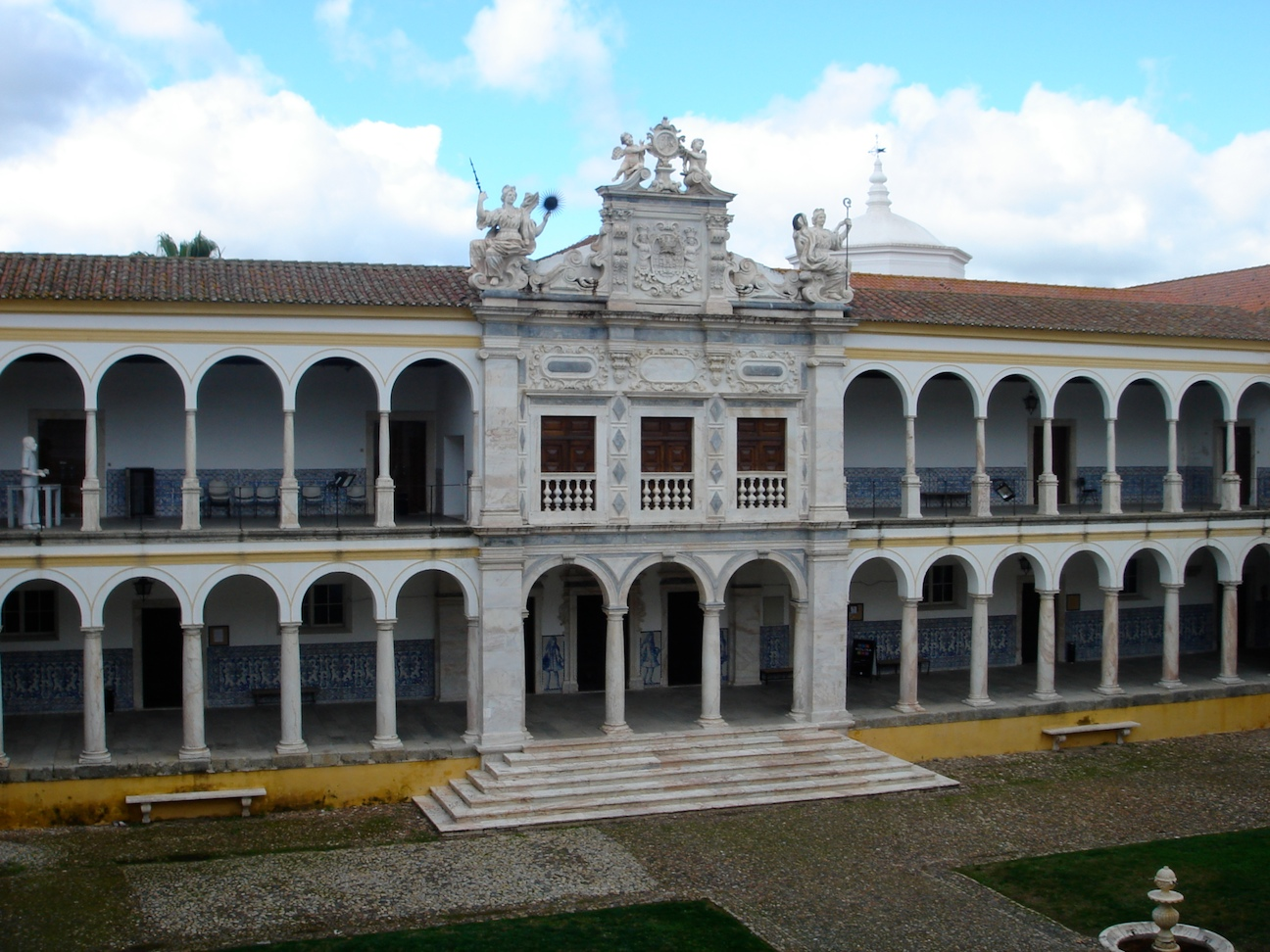
Alte Universität Évora

Die Universität Évora (portugiesisch: Universidade de Évora) ist eine staatliche Universität in Évora. Sie hat etwa 8 000 Studenten (2022). Die heutige staatliche Universität wurde 1973 im Gebäude der alten wieder eröffnet und 1979 zur Universität umbenannt. Von 1559 bis 1759 bestand bereits eine bekannte Jesuiten-Universität, auf die höhere Schulen folgten. 

## Geschichte
1559 wurde in Évora nach der Universität Coimbra die zweite Universität in Portugal gegründet. Der Erzbischof von Évora und künftige König Heinrich I. von Portugal sowie Papst Paul IV. übergaben sie der Gesellschaft Jesu.
Zu den bedeutenden Hochschullehrern gehörten Luis de Molina (1535–1600), Pedro da Fonseca (1528–1599), der Generalobere St. Francisco de Borja, Manuel Álvares. Zu den Absolventen gehörten Francisco Suarez (Dr. theol.), St. Johannes de Britto, Afonso Mendes, ein lateinischer Patriarch von Äthiopien, Pedro Martinez, Bischof von Japan, und sein Nachfolger Luis de Cerqueira. 
Während der Regierung des Marquês de Pombal wurde die Universität im Rahmen der Jesuitenvertreibung im Jahre 1759 wieder geschlossen.

## Departemente (Abteilungen)
Die Universität besteht aus 17 Departementen:
- Departement Biologie
- Departement Ökologie
- Departement Ökonomie
- Departement Agrartechnik
- Departement Phytotechnik
- Departement Physik
- Departement Geowissenschaft
- Departement Betriebswirtschaft
- Departement Geschichte
- Departement Linguistik und Literatur
- Departement Mathematik
- Departement Pädagogik und Ausbildung
- Departement Planende Biophysik und Landschaftsplanung
- Departement Chemie
- Departement Veterinärmedizin
- Departement Soziologie
- Departement Zootechnik